# Liste der Kulturdenkmäler in Dieblich
In der Liste der Kulturdenkmäler in Dieblich sind alle Kulturdenkmäler der rheinland-pfälzischen Ortsgemeinde Dieblich einschließlich der Ortsteile Dieblich-Berg, Kondertal und Mariaroth aufgeführt. Im Ortsteil Naßheck sind keine Kulturdenkmäler ausgewiesen. Grundlage ist die Denkmalliste des Landes Rheinland-Pfalz (Stand: 27. Oktober 2023).

## Einzeldenkmäler
| Bezeichnung                                     | Lage                                                 | Baujahr                                       | Beschreibung | Bild                           |
| ----------------------------------------------- | ---------------------------------------------------- | --------------------------------------------- | --- | ------------------------------ |
| Wohnhaus                                        | Burgstraße 1 Lage                                    |                                               | ehemaliges Pfarrhaus; im Kern spätgotischer Putzbau, neuer Fachwerkerker, Hoftor, Scheunen; Gesamtanlage mit Garten | BW                             |
| Kellerportal                                    | Burgstraße, an Nr. 10 Lage                           | 1792                                          | Kellerportal, bezeichnet 1792 | BW                             |
| Wegekreuz                                       | Erste Anwend, bei Nr. 26 Lage                        | 1773                                          | Wegekreuz, bezeichnet 1773 | BW                             |
| Wegekapelle                                     | Fährstraße Lage                                      | 19. Jahrhundert                               | Wegekapelle, Bruchstein, 19. Jahrhundert | Fotos hochladen                |
| Wohnhaus                                        | Hauptstraße 16 Lage                                  | Ende des 17. oder Anfang des 18. Jahrhunderts | Fachwerkhaus, teilweise massiv, Krüppelwalmdach, Ende des 17. oder Anfang des 18. Jahrhunderts | BW                             |
| Wegekapelle                                     | Hauptstraße, Ecke Im Vogelsang Lage                  | 19. Jahrhundert                               | Wegekapelle, neugotische Marienfigur, 19. Jahrhundert | Fotos hochladen                |
| Friedhofskreuz, Grabsteine und -kreuze          | Kirchstraße, auf dem Friedhof Lage                   | 16. bis 19. Jahrhundert                       | Friedhofskreuz, 18. Jahrhundert; neugotischer Pfarrergrabstein, um 1850; 44 Grabkreuze, vornehmlich aus dem 18. Jahrhundert; sechs Grabplatten, 16. und 17. Jahrhundert                                                      | BW                             |
| Katholische Pfarrkirche St. Johannes Evangelist | Kirchstraße 10 Lage                                  | 1844–48                                       | Bruchsteinhalle, 1844–48, Architekt Ferdinand Nebel, Koblenz; Gesamtanlage mit Kriegerdenkmal und alter Einfassung | weitere Bilder Fotos hochladen |
| Kriegerdenkmal                                  | Kirchstraße, bei Nr. 10 Lage                         |                                               | Kriegerdenkmal | Fotos hochladen                |
| Heesenburg                                      | Kirchstraße 15 Lage                                  | 17. Jahrhundert                               | dreigeschossiger Bruchsteinbau, Krüppelwalmdach, Fachwerkerker, 17. Jahrhundert | Fotos hochladen                |
| Wohnhaus                                        | Klausenstraße 1 Lage                                 | 1696                                          | Fachwerkhaus, teilweise massiv, bezeichnet 1696 | BW                             |
| Kapelle                                         | Klausenstraße 13 Lage                                | 19. Jahrhundert                               | Kapelle, Bruchstein, 19. Jahrhundert | Fotos hochladen                |
| Rathaus                                         | Markt 3 Lage                                         | 1828/29                                       | ehemalige Schule; Bruchsteinbau, Walmdach, 1828/29, Architekt Johann Claudius von Lassaulx, Koblenz | Fotos hochladen                |
| Hofanlage                                       | Neustraße 1 Lage                                     | 18. Jahrhundert                               | Hofanlage; Krüppelwalmdachbau, im Kern wohl aus dem 18. Jahrhundert, Scheune; Gesamtanlage | BW                             |
| Hofanlage                                       | Neustraße 3 Lage                                     | 1701                                          | Hofanlage; Fachwerkhaus, teilweise massiv, Krüppelwalmdach, bezeichnet 1701; bauliche Gesamtanlage | BW                             |
| Brunnen                                         | Neustraße, Ecke Kegelbahn Lage                       | zweite Hälfte des 19. Jahrhunderts            | gusseiserne Schwengelpumpe, Rheinböllener Hütte, zweite Hälfte des 19. Jahrhunderts | BW                             |
| Kapelle                                         | südöstlich von Dieblich bei den Bauhöfen Lage        |                                               | Kapelle, Bruchsteinsaal | Fotos hochladen                |
| Kührerhof                                       | südöstlich von Dieblich Lage                         | 17. Jahrhundert                               | Fachwerkhaus, verkleidet, Walmdach, 17. Jahrhundert, Scheune bezeichnet 1615; Gesamtanlage mit Bruchsteinscheunen | BW                             |
| Wegekreuz                                       | Dieblich-Berg, Bergstraße Lage                       |                                               | Wegekreuz, Nischentyp | BW                             |
| Wohnhaus                                        | Dieblich-Berg, Bergstraße 19 Lage                    | 18. Jahrhundert                               | Fachwerkhaus, teilweise massiv, verputzt, wohl aus dem 18. Jahrhundert | BW                             |
| Wohnhaus                                        | Dieblich-Berg, Zum Thiesenhof 36/38 Lage             | 1754                                          | Krüppelwalmdachbau, bezeichnet 1754; Gesamtanlage mit Scheune | BW                             |
| Kapelle                                         | Dieblich-Berg, Zum Thiesenhof, zu Nr. 36/38 Lage     |                                               | Kapelle | Fotos hochladen                |
| Wegekapelle                                     | Dieblich-Berg, südöstlich des Ortes an der K 69 Lage | 19. Jahrhundert                               | Wegekapelle, Bruchsteinsaalbau, 19. Jahrhundert | Fotos hochladen                |
| Schmitzmühle                                    | Kondertal, Nr. 1/1a Lage                             | 1747                                          | Mansardwalmdachbau, bezeichnet 1747 und 1754, Bruchstein- und Fachwerkscheune, 19. Jahrhundert, um 1900, Putzbau 1920er Jahre; bauliche Gesamtanlage                                                                         | weitere Bilder Fotos hochladen |
| Kloster Mariaroth                               | Mariaroth, Im Alten Kloster 1 Lage                   | um 1131                                       | ehemaliges Prämonstratenser-Nonnenkloster; spärliche Reste der Umfassungsmauern, um 1131; Fachwerk-Streckhof, teilweise massiv, verputzt, bezeichnet 1663; rückwärtig Fachwerkhaus, teilweise massiv, verputzt; Gesamtanlage | BW                             |
| Kapelle                                         | Mariaroth, Waldstraße Lage                           | 19. Jahrhundert                               | Kapelle; Saalbau, wohl aus dem 19. Jahrhundert; Muttergottes, 18. Jahrhundert | weitere Bilder Fotos hochladen |

## Ehemalige Kulturdenkmäler
| Bezeichnung | Lage                  | Baujahr | Beschreibung                                                                                         | Bild |
| ----------- | --------------------- | ------- | --- | ---- |
| Kondermühle | Kondertal, Nr. 7 Lage |         | dreigeschossiges Fachwerkhaus, teilweise massiv, Krüppelwalmdach, Scheune; aus Denkmalliste gelöscht | BW   |